# Der Kopf im Netz
Der Kopf im Netz, in der englischsprachigen Ursprungsfassung: The Mystery of Swordfish Reef, ist ein Kriminalroman des australischen Schriftstellers Arthur W. Upfield und der siebte, in dem er den Detektiv „Bony“ ermitteln lässt.

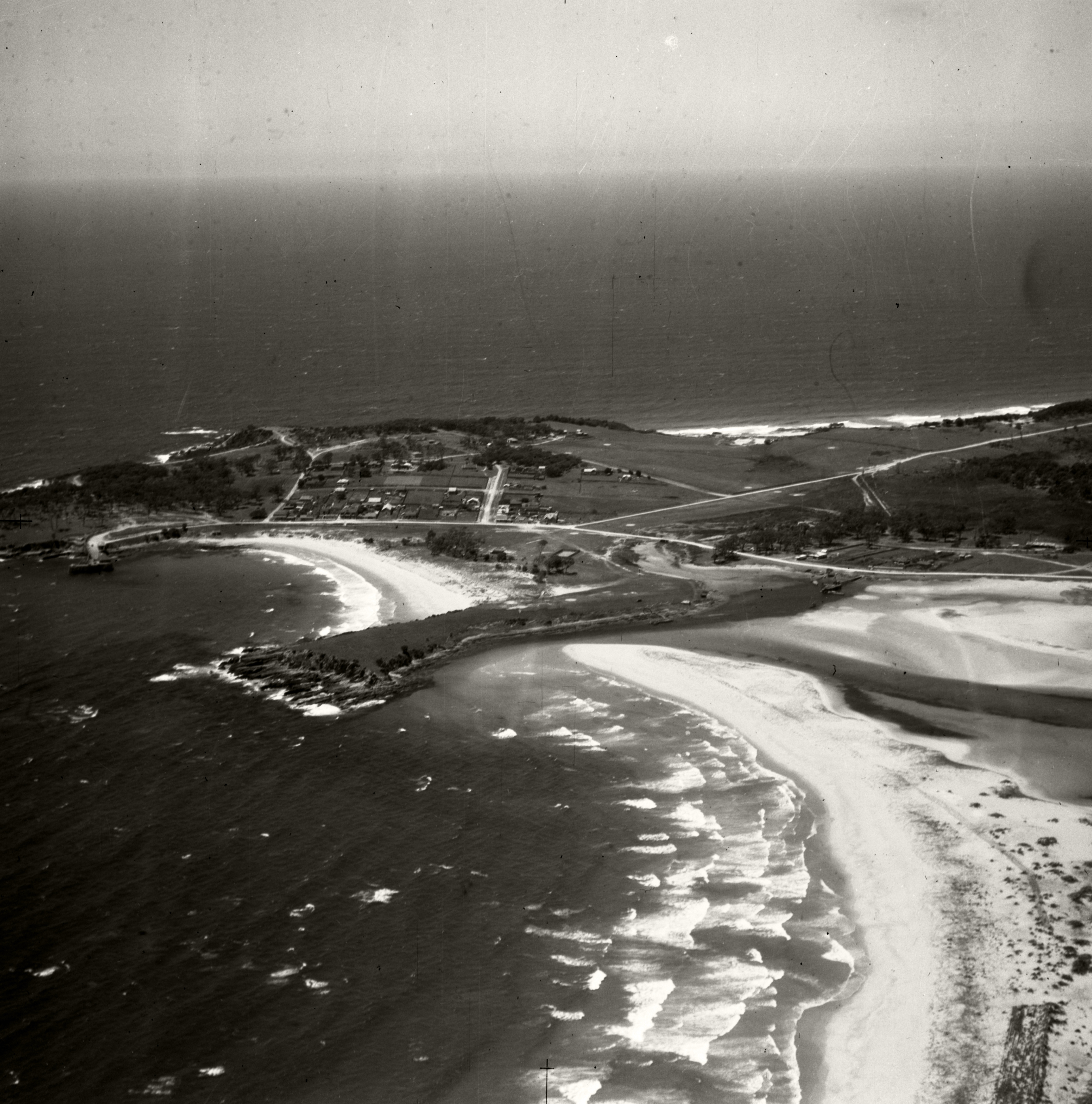
Bermagui 1937

## Kontexte
Die Handlung spielt im Südosten des australischen Bundesstaats New South Wales, in dem kleinen, touristisch geprägten Ort Bermagui an der Küste des Pazifiks. Der Ort ist für seine ausgezeichneten Bedingungen für Fischerei und Hochseeangeln bekannt, da die Abbruchkante des australischen Kontinentalsockels zur Tiefsee nur wenige Kilometer vor der Küstenlinie liegt. Der Ort ist deshalb bei Hochseeanglern sehr beliebt.
Die Geschichte spielt im Sommer 1937/38 oder 1938/39.

## Personen

### Ermittler
Bony ermittelt – diesmal ohne die Tarnung als verdeckter Ermittler – auf Drängen des Chief Commissioners der Polizei von New South Wales, MacColl, nachdem ein Freund des Polizeichefs, Mr. Ericson, ein pensionierter Spitzenbeamter von New Scotland Yard, samt dem von ihm in Bermagui gemieteten Boot und dessen Besatzung spurlos verschwunden ist. In Bermagui ist nur Police Constable Telfer stationiert. Am Rand treten noch die Kriminalpolizisten Detective Sergeant Allen und Detective Sergeant Light der Polizei von New South Wales – mit wenig Ermittlungserfolg – auf.

### Die anderen
Das übrige Personal des Romans besteht aus den Bewohnern des Ortes und der Umgebung sowie Touristen. Unter den Einheimischen befinden sich viele Eigentümer von Booten und deren Beimänner, die ihre Fahrzeuge an die Touristen vermieten, die im Meer angeln wollen. Wichtig ist in diesem Zusammenhang Edward Blade, Vorsitzender des Angler-Clubs, dessen Aufgabe es auch ist „amtlich“ die Größe der gefangenen Fische festzustellen.

## Handlung

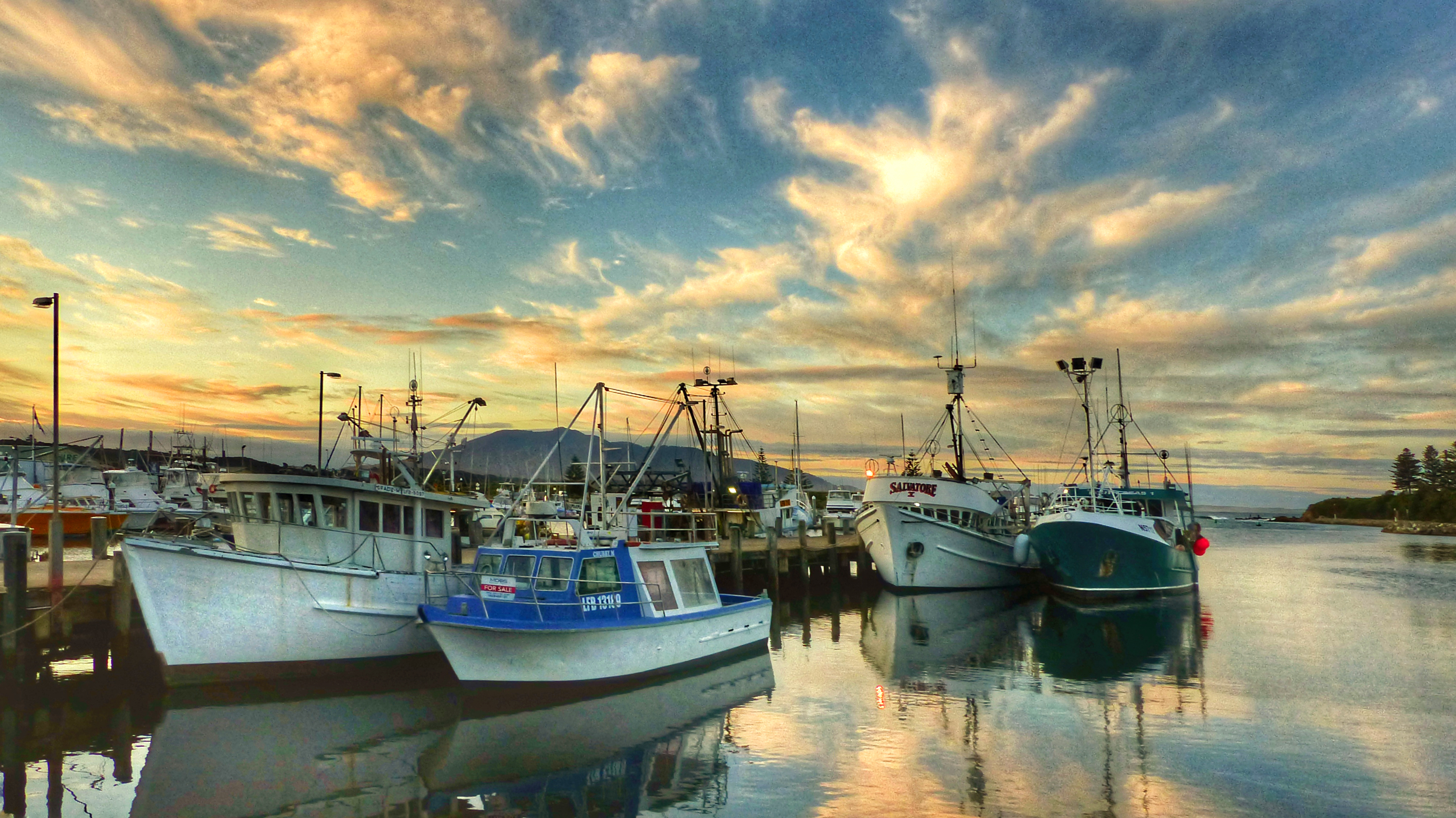
Boote an der Marina von Bermagui, 2015

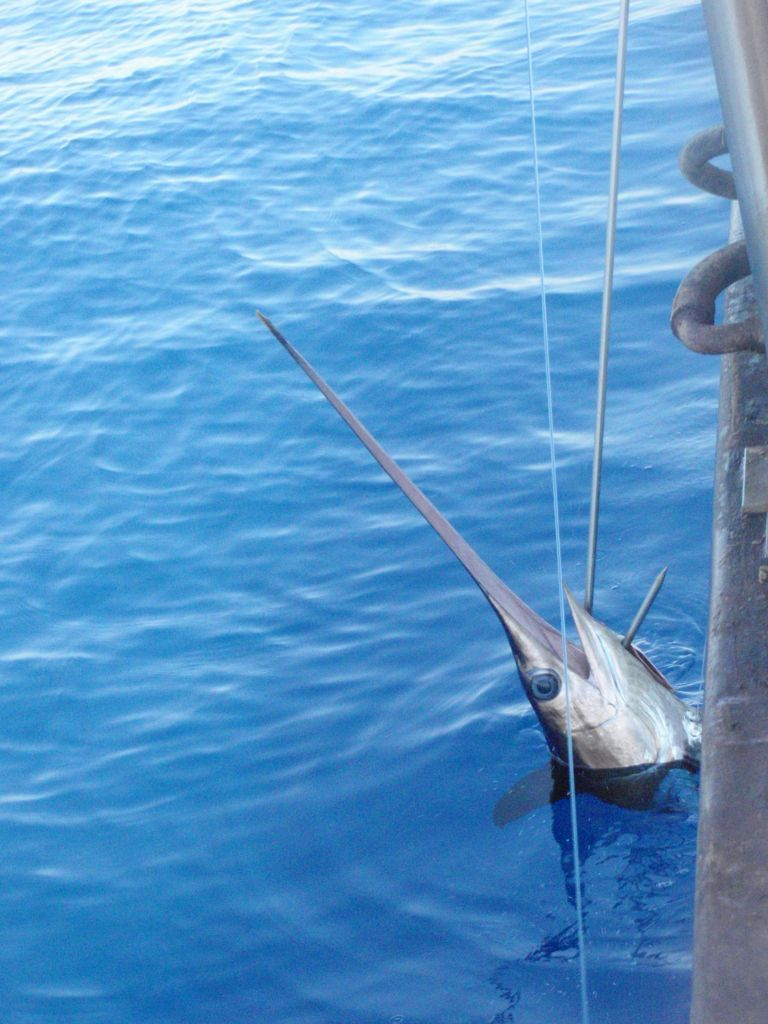
Schwertfisch

Nachdem das von Mr. Ericson gemietete Boot, die Do-me, samt Besatzung, dem Eigentümer Bill Spinks und dessen Matrose Bob Garroway, bei ruhiger See spurlos verschwunden ist, vermuten die meisten zunächst einen – allerdings sehr unerklärlichen – Unfall. Wenig später findet die Besatzung eines Trawlers in ihrem Schleppnetz den Kopf von Mr. Ericson – das Übrige wurde Opfer der Haie. Da der Schädel ein Einschussloch aufweist, ist klar, dass hier ein Verbrechen vorliegt. Die Ermittlungen von Detective Sergeant Allen und Detective Sergeant Light bleiben erfolglos, so dass der Chef der Polizei von New South Wales, MacColl, seinen Kollegen in Queensland, Colonel Spendor, bittet, Bony für die Klärung des Falles „auszuleihen“. Der macht nun einen „Arbeitsurlaub“, ermittelt und beginnt – ganz erfolgreich – mit dem Hochseeangeln.

## Konstruktion
Der Ort der Handlung fällt für einen Bony-Roman völlig aus dem Rahmen – alle anderen spielen im Outback oder kleinen Siedlungen im australischen Inland. Arthur W. Upfield kannte Bermagui seit der zweiten Hälfte der 1930er Jahre und war selbst ein erfahrener Hochseeangler. In den 1950er Jahren lebte er auch für einige Jahre in Bermagui.
Im Gegensatz zu vorangegangenen Romanen der Bony-Reihe kulminiert die Spannung nicht in einem überwältigenden Naturereignis oder einer Naturkatastrophe. Hier ist die lebensbedrohliche Situation ausschließlich von Kriminellen verursacht.
In der Szene, in der Bony den Haupttäter stellt, verwandelt ihn Arthur W. Upfield in den „wilden“ Aborigine der die auf ihm liegende dünne Lackschicht der Zivilisation verlässt, und sich ganz seinem Jagdtrieb hingibt – bis hin dazu, dass er diesen Angriff nackt durchführt. Das wirkt überzogen und zeigt eine Schwäche in der Konstruktion der Psyche der Hauptperson des Romans. Es bleibt der Eindruck, dass es dem Autor nicht so recht gelungen ist, Bony in dieser für ihn fremden Umgebung glaubhaft darzustellen – der Autor hielt den Roman allerdings für den besten Bony-Krimi, den er bis dahin geschrieben hatte. „Trotz einiger Schwächen ist es ein starkes Buch, das man genießen kann, wenn auch nicht eines von Upfields besten.“

## Ausgaben
Soweit nicht anders angegeben, stammen die nachfolgenden Angaben zu den englischsprachigen Ausgaben aus dem Katalog der Australischen Nationalbibliothek.
- Erstausgabe: The Mystery of Swordfish Reef. Angus & Robertson, Sydney 1939.
- Weitere britische und australische Ausgaben:
  - Heinemann, London 1960.
  - Readers Book Club, Melbourne, in Zusammenarbeit mit dem Companion Book Club, London, 1963.
  - Pan Books, London 1970.
  - Ulverscroft, Leicester 1972.
  - Angus & Robertson, London / Sydney 1983
  - Eden, North Ryde, N.S.W., 1988.
  - ETT Imprint, Exile Bay, N.S.W., 2020 Elektronische Publikation. ISBN 978-1-922384-51-5

- US-amerikanische Ausgaben[Anm. 3][8]:
  - Veröffentlicht für den Crime Club. Doubleday, Doran & Co., Garden City, New York, 1943.
  - Scribner Paperback Fiction, New York, NY, 1998. ISBN 0684850605

- Deutschsprachige Ausgaben[9]: Als die englischsprachige Erstausgabe 1939, The Mystery of Swordfish Reef, erschien, begann gerade der Zweite Weltkrieg. Das Britische Weltreich – und damit Australien – und das Deutsche Reich befanden sich im Krieg, an eine deutschsprachige Ausgabe des Romans war hier nicht zu denken. In Deutschland erschien der Roman unter dem Titel Der Kopf im Netz deshalb erst 1956:
  - Goldmanns große Kriminal-Romane 123. Goldmann München, 1956.
  - Goldmanns Taschen-Krimi 167. Goldmann München, 1959.
  - Goldmann-rote-Krimi 167. Goldmann, München 1974 zusammen mit Krimi-Verlag, Wollerau (SZ). ISBN 3-442-00167-6
  - Goldmann-rote-Krimi 167. 4. Auflage. Goldmann, München 1977 [?] zusammen mit Krimi-Verlag, Wollerau (SZ). ISBN 978-3-442-00167-5
  - Goldmann-rote-Krimi 167. 6. Auflage. Goldmann, München 1982. ISBN 978-3-442-00167-5
  - Goldmann-rote-Krimi 167. 7. Auflage. Goldmann, München 1989. ISBN 978-3-442-00167-5
  - Goldmann-rote-Krimi 167. 8. Auflage. Goldmann, München 1996. ISBN 978-3-442-00167-5
  - Orbis-Verl., München 1999. ISBN 978-3-572-01052-3
  - Goldmann-rote-Krimi 167. 9. Auflage. Goldmann, München 2005. ISBN 978-3-442-00167-5

- Darüber hinaus liegt eine Ausgabe in Französisch unter dem Titel Le récif aux espadons vor:
  - übersetzt von Michèle Valencia. Paris 2000. ISBN 226402903X[10]